# Cuenta conmigo (álbum de Jerry Rivera)
Cuenta Conmigo es el título del tercer y más exitoso álbum de estudio grabado por el cantante puertorriqueño de salsa Jerry Rivera. Fue lanzado al mercado bajo el sello discográfico Sony Discos el 26 de mayo de 1992. Es considerado uno de los álbumes más importantes de su carrera. Está posicionado como uno de los más vendidos de la historia de la salsa, e incluso ha sido comparado con Siembra de Willie Colon y Rubén Blades. El álbum fue premiado como "Álbum Tropical del Año" en los Premios Lo Nuestro de 1993.

## Lista de canciones
| Cuenta conmigo |                             |                                    |          |  |
| N.º            | Título                      | Escritor(es)                       | Duración |  |
| 1.             | «Casi un hechizo»           | Ricardo Montaner · Pablo Manavello | 4:36     |  |
| 2.             | «Amores como el nuestro»    | Omar Alfanno                       | 5:04     |  |
| 3.             | «A ti mi nena»              | Raldy Vázquez                      | 4:45     |  |
| 4.             | «Me estoy muriendo de amor» | Fernando Garabito                  | 5:02     |  |
| 5.             | «El príncipe de la ciudad»  | Cucco Peña y Guadalupe García      | 4:45     |  |
| 6.             | «Una en un millón»          | Omar Alfanno                       | 5:03     |  |
| 7.             | «Amor de colegio»           | Mario Díaz                         | 4:29     |  |
| 8.             | «Chiquilla»                 | Cuto Soto · Domingo Quiñones       | 4:52     |  |
| 9.             | «Cuenta conmigo»            | Omar Alfanno                       | 5:07     |  |
| 10.            | «Me estoy enamorando»       | Jorge Luis Piloto                  | 4:50     |  |

## Posiciones
Álbum
| Año  | Listas                          | Álbum          | Máxima Posición |
| ---- | ------------------------------- | -------------- | --------------- |
| 1992 | Billboard Tropical/Salsa Albums | Cuenta conmigo | 1               |
| 1993 | Billboard Top Latin Albums      | Cuenta conmigo | 16              |

Sencillos
| Año  | Listas                     | Sencillos              | Posición |
| ---- | -------------------------- | ---------------------- | -------- |
| 1992 | Billboard Hot Latin Tracks | Amores como el nuestro | 16       |
| 1992 | Billboard Hot Latin Tracks | Casi un hechizo        | 22       |
| 1992 | Billboard Hot Latin Tracks | Cuenta conmigo         | 24       |
| 1993 | Billboard Hot Latin Tracks | Una en un millón       | 22       |

### Sucesión y posicionamiento
| Predecesor: The Mambo Kings de Varios artistas    | U.S. Billboard Tropical/Salsa Albums — Álbum N°. 1 (Primera vuelta) 11 de julio de 1992 - 22 de agosto de 1992        | Sucesor: Miami Band de Miami Band              |
| Predecesor: Miami Band de Miami Band              | U.S. Billboard Tropical/Salsa Albums — Álbum N°. 1 (Segunda vuelta) 19 de septiembre de 1992 - 30 de octubre de 1992  | Sucesor: El rey de los soneros de Óscar d'León |
| Predecesor: El rey de los soneros de Óscar d'León | U.S. Billboard Tropical/Salsa Albums — Álbum N°. 1 (Tercera vuelta) 14 de noviembre de 1992 - 27 de noviembre de 1992 | Sucesor: El rey de los soneros de Óscar d'León |
| Predecesor: El rey de los soneros de Óscar d'León | U.S. Billboard Tropical/Salsa Albums — Álbum N°. 1 (Cuarta vuelta) 26 de diciembre de 1992 - 25 de junio de 1993      | Sucesor: Rey Ruiz de Rey Ruiz                  |